# Pandemija COVID-19 u Hrvatskoj
Pandemija koronavirusa proširila se na Hrvatsku 25. veljače 2020. godine. Prvi slučaj potvrđen je u Zagrebu. Obolio je 26-godišnjak koji je od 19. do 21. veljače boravio u talijanskom gradu Milanu. Nakon što je pozitivno testiran, hospitaliziran je u Sveučilišnoj bolnici za zarazne bolesti dr. Frana Mihaljevića u Zagrebu.
Dana 19. ožujka 2020. zabilježeno je više od 100 slučajeva. Broj oboljelih samo za 2 dana duplicirao se na 200, a zaključno s 27. ožujka potvrđeno je više od 500 slučajeva. Dne 2. travnja zabilježeno je više od 1.000 slučajeva.  Prema Sveučilištu u Oxfordu, Hrvatska je krajem ožujka 2020. godine bila među državama s najstrožim restrikcijama i mjerama za smanjenje zaraze novim koronavirusom. U ljeto ulazi s vrlo malim brojem novozaraženih, a onda popuštaju mjere i s krajem ljeta kreće novi val epidemije te Hrvatska u siječnju 2021. godine ima nešto više od 1 000 registriranih smrti na milijun stanovnika vezanih uz pandemiju koronavirusa,  slično većini drugih zemalja EU. U to vrijeme počinje i besplatno cijepljenje za sve koji borave u Hrvatskoj, ali mu se odaziva znatno manji broj stanovnika nego u zemljama zapadne Europe: do travnja 2022. barem jednu dozu cjepiva primilo je 56 % stanovništva, dok je prosjek cijele EU oko 75 %.
Do 11. svibnja 2023. u Hrvatskoj je potvrđeno 1 273 256 slučajeva zaraze virusom, a smrću je bolest završila za 18 213 osoba. Od početka pandemije do ožujka 2022. bilježi se porast smrtnosti od 19 000 u odnosu na višegodišnji prosjek. U Hrvatskoj je od kraja 2021. većina mjera sprječavanja širenja virusa ukinuta, a broj umrlih od početka posljednjeg vala premašuje sve prethodne valove epidemije zajedno. Po smrtnosti prema broju stanovnika, više od 4500 na milijun, Hrvatska je sedma na svijetu. Hrvatski zavod za zdravstveno osiguranje na naknade za bolovanje i troškove testiranja, liječenja  i cijepljenje potrošio je do travnja 2022. više od pet milijarda kuna, a ukupni troškovi koje je pokrivala država premašili su dvadeset i tri milijarde kuna.
Vlada Republike Hrvatske za građane je otvorila web stranicu www.koronavirus.hr i poseban broj telefona 113 za informacije o koronavirusu. Također, predstavljena je mobilna aplikacija Stop COVID-19.
U svibnju 2023. proglašen je kraj epidemije jer broj zaraženih, oko 400 tjedno uz tridesetak umrlih, više ne predstavlja preveliko opterećenje za zdravstveni sustav.

## Dolazak i širenje koronavirusa u Hrvatskoj
Prvi slučaj zaraze virusom SARS-CoV-2 u Hrvatskoj potvrđen je 25. veljače 2020. godine.
Do 11. svibnja 2023. u Hrvatskoj je registrirano 1 273 256 oboljelih. 2 321 600 osoba cijepljeno je samo jednom dozom  cjepiva protiv koronavirusa, a njih 2 251 600 primile su dvije doze. Ukupno je utrošeno 5 362 000 doza cjepiva.

## Pozadina i sprječavanje
Zabrinutost zbog virusa započela je čim je počeo njegov brzi porast u Kini. Zračne luke u Hrvatskoj pripremljene su i počele su prolaziti kroz pasivne mjere i biti oprezne.
Ministarstvo zdravstva Republike Hrvatske upozorava one koji putuju u Kinu kako bi izbjegli bolesne osobe, izbjegli životinje (i žive i mrtve) kao i tržišta, da ne jedu sirove ili nedovoljno kuhane životinje, da često peru ruke i obavijeste svog liječnika o svojim planovima za putovanje u Kinu. 
Hrvatski Caritas je, 17. ožujka 2020. stavio na raspolaganje Nacionalnom stožeru civilne zaštite opremu za interventno i humanitarno zbrinjavanje.

### Zatvaranje obrazovnih institucija
Zbog velikih dnevnih migracija stanovništva između Istre i Italije, Vlada Republike Hrvatske donijela je 11. ožujka 2020. godine odluku o zatvaranju vrtića, osnovnih i srednjih škola te fakulteta na području Istarske županije s ciljem sprječavanja širenja bolesti COVID-19. Ponedjeljka, 16. ožujka 2020., su zatvorene sve obrazovne institucije u Republici Hrvatskoj. Učenici od petih do osmih razreda osnovne škole te svi učenici srednjih škola nastavu imaju online, a za niže razrede osiguran je program na javnoj televiziji (HTV 3).

### Kršenje samoizolacije
Kazna za kršenje samoizolacije iznosi tri godine zatvora ili iznos od 8.000 do 120.000 kn.[nedostaje izvor] Također, broj telefona za sve ljude sa sumnjom na COVID-19 je 0800-9999.

## Smrtnost među izloženima zarazom
U Hrvatskoj je sredinom srpnja 2020. godine serološko istraživanje utvrdilo da je 2,4 % ispitanih imalo nekakav oblik susreta s virusom, a da je od njih tek 2 % imalo neutralizirajuća antitijela koja bi ih u tom trenutku štitila od infekcije. Zaraženih i oboljelih bilo je registrirano 3722, a umrlih 119 (3,2 %).
Smrtnost među zaraženim stanovnicima Hrvatske u početku pandemije približno je onakva kakva se bilježi u susjednoj Sloveniji, ali višestruko manja nego u nekim zapadnim zemljama. Tako se Nizozemskoj s krajem lipnja 2020. god. među oko 940 tisuća zaraženih (5,5 posto od 17,1 milijuna stanovnika) bilježi 6100 umrlih pacijenata (6,5 %).
Znanstvenici ukazuju da su za sada podatci o broju zaraženih koronavirusom iz raznih dijelova svijeta nepouzdani i da je stoga još uvijek teško dati dobre procjene o smrtnosti. U općoj populaciji procjenjuju je na oko 0.7 % svih zaraženih, no ona jako ovisi o dobi bolesnika, drugim bolestima (komorbiditetima) i cijepljenosti, a postoji i razlika vezana uz spol. Istraživanje na necijepljenim osobama iz prosinca 2020. pokazalo je da će bolest završiti smrtnim ishodom za 15 % oboljelih u dobi od 85 godina, oko 5 % u dobi od 75 godina, 1,5 % za one sa 65 godina, 0,4 % za pedesetpetogodišnjake, ali će biti ispod 0,01 % za sve mlađe od 25.
U Hrvatskoj je do kraja srpnja 2022. godine registrirano 16 300 smrti povezanih s infekcijom koronavirusom. To predstavlja nešto više od 0,4 posto cjelokupnog stanovništva države. Istraživanje koja bi mogla omogućiti točniju procjenu prokuženosti i smrtnosti u općoj populaciji zbog infekcije do toga vremena nisu provedena.[nedostaje izvor]

## Organizacija psihološke podrške građanima Republike Hrvatske
Pandemija koronavirusa građanima Republike Hrvatske donijela je neizvjesnost i različite vrste gubitaka, a mjere koje su provedene u svrhu sprječavanja širenja epidemije uključivale su ograničenu slobodu kretanja. Mnogi su u tom periodu bili ograničeni u kontaktima sa svojim prijateljima, bližnjima te su bili zabrinuti za očuvanje vlastitih radnih mjesta. Neizvjesnost i dalje traje.
Uobičajeno je da se u takvim situacijama češće pojavljuju neugodne emocije, poput straha, uzrujanosti, ljutnje, razdražljivosti, dosade, zbunjenosti, tuge, bespomoćnosti, doživljaja gubitka kontrole, nezadovoljstva i druge. Takve nas emocije čuvaju i potiču na djelovanje, a strah je normalna reakcija na potencijalnu opasnost. No, jačina i čestina tih osjećaja može dovesti do nemogućnosti koncentracije, teškoća organiziranja, teškoća izvršavanja predviđenih zadataka, bezvoljnosti i drugih reakcija koje su prirodne za nove okolnosti u kojima živimo. Koji će „paket“ ovih emocija i kojeg intenziteta osoba doživjeti može se razlikovati za svakog pojedinca, ali sve emocije koje osoba osjeća očekivane su i normalne. Javljaju se kod većine nas i važno je znati da u njima i s njima nismo sami.
Kako bi pomogli građanima u suočavanju s ovim izazovima, Hrvatska psihološka komora je u suradnji s Hrvatskim psihološkim društvom i županijskim psihološkim društvima u periodu od ožujka do lipnja 2020. aktivirala Mrežu telefonskih linija za psihološku pomoć. Djelovala je i telefonska linija za psihološku podršku maturantima zbog uočene potrebe za omogućavanjem psihološke podrške toj skupini, budući da većina škola u Republici Hrvatskoj ne ispunjava minimalne uvjete državnog pedagoškog standarda te nema zaposlenog psihologa na puno radno vrijeme. Ovim je putem psihološka podrška postala dostupna svim maturantima na području Republike Hrvatske. Razlozi javljanja bili su različiti, primjerice teškoće u učenju, organizacija vremena, emocionalno rasterećenje, pomoć u rješavanju problema, konkretan savjet, podrška, utjeha, umirenje i slično.
U svakoj bolnici klinički psiholozi dežurni su na telefonima koji su objavljeni na stranicama bolnica, a preko 2000 psihologa svakodnevno je na svojim radnim mjestima u centrima za socijalnu skrb, obiteljskim centrima, vrtićima i školama i udrugama dostupno građanima.
Tijekom razdoblja mjera ograničenja kretanja intenzivirala se produkcija online psihoedukativnih tekstova, od kojih su možda najistaknutiji oni Poliklinike za zaštitu djece i mladih Grada Zagreba, usmjereni djeci i roditeljima, Zagrebačkog psihološkog društva koji su, tijekom određenog perioda, svakodnevno pisali o praktičnim vježbama za povišenje optimizma, projekta Kako Si u kojemu su studenti psihologije, pod mentorstvom profesorice Nataše Jokić Begić, pisali i izvještavali u suradnji s portalom Srednja.hr o suočavanju s aktualnim temama, ponajviše usmjerenim maturantima i srednjoškolcima, te Savjeti na službenoj stranici koronavirusa Republike Hrvatske, poput tema o gubitku posla, suočavanju sa stresom i drugih.
Jednako su važni i korisni svi ostali tekstovi namijenjeni građanstvu i djelovanja stručnjaka iz područja psihologije koje je Hrvatska psihološka komora objedinila u zbirci „Koronavirus i mentalno zdravlje: Psihološki aspekti, savjeti i preporuke“. Nadalje, izdane su knjige: „Kako se nositi sa situacijom prouzrokovanom pandemijom koronavirusne bolesti (COVID-19)?“ autorice Andreje Bubić, radna bilježnica „Moja priča o pandemiji: radna bilježnica za vođenu aktivnost za djecu svijeta, obitelji, učitelje i odgajatelje“ te slikovnice „Dan kada je sve stalo“ i „Bok. Ovo je koronavirus.“ Svi navedeni materijali dostupni su besplatno, u online izdanju.
Također, mnogi su stručnjaci gostovali u televizijskim emisijama, primjerice u emisijama Nedjeljom u 2 gostovali su psihologinja i psihoterapeutkinja Nataša Jokić Begić (HTV 1, 21. lipnja 2020.) i psihijatar i psihoterapeut Milan Košuta (HTV 1 21. travnja 2020.), u emisiji Treći element gostovali su psihologinje i psihoterapeutkinje Nataša Jokić Begić i Sena Puhovski na temu „Možemo li bez panike?“ (HTV 3, 5. travnja 2020.), a u emisiji Otvoreno gostovali su psihologinje Marina Ajduković, Tanja Sever, Gordana Kuterovac-Jagodić i psihijatar Veljko Đorđević (HTV 1, 31. ožujka 2020.). Snimke emisija dostupne su online.

## Potpora

### Ugostiteljska potpora
S obzirom na to da je Stožer civilne zaštite zatvorio i zabranio rad ugostiteljskih objekata, hrvatski ugostitelji su se udružili da pomognu suzbijanju koronakrize u Hrvatskoj nudeći svoje usluge, pa tako osim grijalice i klime slastičarnice nude kolače, kafići nude tople napitke, catering tvrtke nude svoju infrastrukturu, a po potrebi posudit će i šatore.

### Međunarodna potpora
Države ili međunarodne organizacije koje su Hrvatskoj pružile pomoć:
- Ujedinjeni Arapski Emirati donirali su 11,5 tona zaštitne opreme.[50]
- UNICEF je donirao četiri tone zaštitne opreme.[51][52]
- NR Kina je donirala 60 tona zaštitne opreme za službe koje sudjeluju na suzbijanju pandemije novog koronavirusa.[53]

## Povijest

### 2020.

#### Veljača
Hrvatska je 25. veljače potvrdila svoj prvi slučaj. Obolio je 26-godišnjak koji je od 19. do 21. veljače boravio u talijanskom gradu Milanu. Nakon što je pozitivno testiran, hospitaliziran je u Sveučilišnoj bolnici za zarazne bolesti dr. Frana Mihaljevića u Zagrebu. 26. veljače potvrđena su dva nova slučaja. U drugom su slučaju sudjelovali brat blizanac te osobe u prvom slučaju. Također je primljen u istu bolnicu. Treći je slučaj bio Hrvat koji je radio u Parmi u Italiji. Hospitaliziran je u Rijeci.
Od 29. veljače u Hrvatskoj je bilo sedam potvrđenih slučajeva. Broj zaraženih se za samo 10 dana duplicirao na 14.

#### Ožujak
Hrvatski ministar zdravstva Vili Beroš u srijedu, 11. ožujka 2020. donio je Odluku o proglašenju epidemije bolesti COVID-19 uzrokovana virusom SARS-CoV-2. Tom je odlukom proglašena epidemija na području čitave Republike Hrvatske od 11. ožujka 2020. Istoga dana, Svjetska zdravstvena organizacija proglasila je prethodnu epidemiju pandemijom.
Čelnici kluba navijača Torcida stavili su 16. ožujka 2020. godine sve navijače na raspolaganje gradu Splitu i cijeloj Hrvatskoj, a dan kasnije dobili su poziv da se pripreme za zahtjevan zadatak preseljenja bolnice Križine u prostorije bolnice na Firulama, kako bi se oslobodili prostori za prihvat svih zaraženih iz četiri dalmatinske županije.
Dana 17. ožujka broj oboljelih porastao je s 56 na 65. Od toga su ukupno dva slučaja iz Brodsko-posavske i Krapinsko-zagorske županije. Dana 18. ožujka zabilježen je prvi slučaj u Zadarskoj županiji. U noći sa 17. na 18. ožujka u Istri je preminuo čovjek u samoizolaciji. Potvrđeno je da bio inficiran koronavirusom. Obdukcija je obavljena 25. ožujka, kada je potvrđeno da je uzrok smrti bio koronavirus. Dana 19. ožujka 2020. godine zabilježeni su prvi slučajevi zaraze u Splitsko-dalmatinskoj, Šibensko-kninskoj i Dubrovačko-neretvanskoj županiji.
Dana 20. ožujka 2020. godine potvrđen je prvi slučaj koronavirusa u Ličko-senjskoj županiji, na području grada Senja.
Dana 21. ožujka 2020. godine broj zaraženih porastao je sa 168 na 206. Zabilježen je prvi slučaj u Koprivničko-križevačkoj županiji.
Dana 23. ožujka 2020. godine, odlukom načelnika općine Murter-Kornati Tonija Turčinova, sav promet prema otoku Murteru zatvoren je do daljnjega za sve osobe koje nemaju stalno prebivalište na otoku, a koji je prema statistici od 24. ožujka, hrvatski otok s najviše slučajeva oboljelih, i to ukupno 15. Dana 25. ožujka, otok Murter postaje prva hrvatska karantena. Istoga dana, zabilježen je prvi slučaj u Vukovarsko-srijemskoj županiji. Dana 26. ožujka, broj zaraženih porastao je s 442 na 495. U Zagrebu je preminula još jedna osoba.
Dana 25. ožujka 2020. godine Hrvatska liječnička komora u javnom priopćenju obznanila je da zahtijeva značajno povećanje broja testiranja pacijenata u Hrvatskoj te promjenu kriterija za testiranje Hrvatskog zavoda za javno zdravstvo.
Krajem ožujka broj preminulih porastao je s 2 na 6, dok se broj zaraženih duplicirao na 900. U istom razdoblju broj oporavljenih porastao je s 22 na 64. Dne 31. ožujka, potvrđene su zaraze u Požeško-slavonskoj i Virovitičko-podravskoj županiji. To su posljednje hrvatske županije u kojima je došlo do infekcije, više od mjesec dana nakon što je potvrđen prvi slučaj zaraze virusom u Hrvatskoj.

##### Potres u Zagrebu
Dana 22. ožujka 2020. godine u 6:24 sati, Seizmološka služba Republike Hrvatske zabilježila je snažan potres jačine 5,5 stupnjeva po Richteru, s epicentrom kod naselja Markuševca u Zagrebu, a koji je najjači potres u Zagrebu nakon potresa 1880. godine. Zbog pandemije koronavirusa predsjednik Republike Zoran Milanović i premijer Andrej Plenković apelirali su na građane da se pridržavaju mjera i uputa Stožera. Istoga dana, broj zaraženih povećan je za 29. Zabilježen je prvi slučaj u Čazmi, u Bjelovarsko-bilogorskoj županiji.

#### Travanj
Dana 2. travnja, zabilježeno je više od 1.000 zaraza u Hrvatskoj. Istoga dana izliječen je 88. pacijent, a od zaraze virusom preminula je sedma osoba.
Dana 7. travnja potvrđena je prva smrt uzrokovana virusom na području Šibensko-kninske županije, a radilo se o 91-godišnjem muškarcu s područja općine Murter-Kornati. To je, s obzirom na statistiku, sedamnaesti smrtni slučaj uzrokovan virusom u Hrvatskoj.
U razdoblju od 7. travnja do 23. travnja, broj zaraženih je porastao s 1.343 na 1.981. Broj izliječenih povećao se za 704. Dana 24. travnja, zabilježeno je više od 2.000 zaraza u Hrvatskoj. Istog dana izliječen je 982. pacijent, a od zaraze virusom preminula je 51. osoba. 25. travnja potvrđeno je ukupno 2.016 slučajeva od kojih su 1.034 (51,3%) bili izliječeni. Broj novozaraženih osoba iznosio je samo 7.

#### Svibanj
Dana 1. svibnja, potvrđeno je 2.085 oboljelih u Hrvatskoj. Oporavio se 1.421. pacijent, a od zaraze virusom preminula je 75. osoba.
Dana 10. svibnja, Stožer civilne zaštite objavio je kako se ukidaju propusnice u Hrvatskoj. E-propusnice ukidaju se na području cijele Hrvatske, osim na Braču, gdje je nastalo novo žarište pandemije. Odluka o ukidanju propusnica vjerojatno će se početi primjenjivati od ponoći sljedećeg dana. Dne 15. svibnja zabilježen je samo jedan novi slučaj zaraze.
Hrvatska biskupska konferencija posredstvom Hrvatskog Caritasa darovala je milijun kuna vrijednu medicinsku opremu KBC-u Sestre milosrdnice iz Zagreba, KBC-u Rijeka, KBC-u Osijek i KBC-u Split.
Dana 23. svibnja, Nacionalni stožer civilne zaštite RH objavio je kako u posljednja 24 sata nije bilo zabilježenih slučajeva novooboljelih, čime je ukupan broj oboljelih iznosio 2.243.

#### Lipanj
U razdoblju od 30. svibnja do 3. lipnja nije zabilježena ni jedna novooboljela osoba. Dana 4. lipnja, ukupan broj slučajeva iznosio je 2.247. Oporavio se 2.105 pacijent, a od zaraze virusom preminule su ukupno 103 osobe.
Dana 18. lipnja, Stožer potvrđuje 11 novih zaraza. Dne 26. i 27. lipnja zabilježeni su nagli porasti novih zaraza koronavirusom. Potvrđeno je ukupno 180 novih slučajeva u 48 sati.

#### Srpanj
Dne 3. srpnja, zabilježeno je više od 3.000 zaraza u Hrvatskoj. Istoga dana izliječena je 2.168. osoba, a od zaraze virusom preminula je stodvanaesta osoba. 
Dana 10. srpnja, zabilježeno je 116 novih slučajeva, što je bio najveći dnevni broj novozaraženih od početka epidemije u Hrvatskoj. Ukupan broj slučajeva iznosio je 3.532, dok se 2.377 osoba oporavilo, a ukupno preminulo sto sedamdeset osoba. Rekord je oboren sljedećeg dana, 11. srpnja, kada je zabilježeno 140 novih slučajeva oboljenja.
Dana 16. srpnja, zabilježeno je više od 4.000 slučajeva zaraze u Hrvatskoj. Do 17. srpnja ukupno je testirano preko 100.000 osoba. Ukupan broj slučajeva iznosio je 4.137, dok se 2.825 osoba oporavilo, a ukupno preminulo 120 osoba.
Dana 30. srpnja, zabilježeno je više od 5.000 slučajeva zaraze u Hrvatskoj.

#### Kolovoz
Zbog visokog rasta novooboljelih u Vukovarsko-srijemskoj županiji, Stožer je donio, 4. kolovoza 2020. godine, Odluku o uvođenju nužne epidemiološke mjere za Vukovarsko-srijemsku županiju.
Dana 8. kolovoza, zabilježeno je 77 novih slučajeva. Broj aktivnih slučajeva iznosio je 569. Istoga dana, preminula je sto pedesetsedma osoba od zaraze virusom.
Uz pridržavanje propisanih epidemioloških mjera, 9. kolovoza održana je 305. Sinjska alka.
Dana 13. kolovoza, zabilježeno je 180 novozaraženih, čime je srušen rekord iz srpnja, kada je porast oboljelih jednom iznosio 140. Taj rekord je oboren sljedećeg dana, 14. kolovoza, kada je zabilježeno 208 novih slučajeva.
Dana 26. kolovoza, zabilježena je tadašnja rekordna brojka od 358 novih slučajeva. Dana 28. kolovoza, zabilježeno je 357 novih slučajeva.
Hrvatska je zbog povećanja broja oboljelih na 100.000 stanovnika na crvenim listama ukupno 13 zemalja (Austrija, Cipar, Danska, Estonija, Finska, Island, Italija, Latvija, Litva, Norveška, Slovenija, Velika Britanija i Slovačka), što znači da će građani koji putuju u navedene zemlje iz Hrvatske morati u obveznu 14-dnevnu karantenu ili imati obvezan test na koronavirus ne dulji od 48 sati. Na crvenoj listi za Belgiju i Njemačku nalaze se dvije hrvatske županije, Splitsko-dalmatinska i Šibensko-kninska, a od 2. rujna Poljska zabranjuje letove iz 46 država, među kojima je i Hrvatska.
Nizozemci su Hrvatsku obilježili narančastom bojom, putovanja u Hrvatsku preporučuju se samo u nužnim slučajevima, a po povratku je preporučena 10-dnevna samoizolacija.
Dana 30. kolovoza, zabilježeno je više od 10.000 slučajeva zaraze u Hrvatskoj.

#### Rujan
Dana 3. rujna, zabilježena je rekordna brojka od 369 novih slučajeva.

##### Festival slobode
U Zagrebu je organiziran "Festival slobode", najveći prosvjed u Hrvatskoj protiv mjera za suzbijanje novog koronavirusa. Održan je 5. rujna 2020. u 17 sati, na zagrebačkom Trgu bana Jelačića, a organizator je građanska inicijativa "Prava i slobode". Međutim, dio radikalnih prosvjednika tvrdio je da je pandemija izmišljena i da su im oduzeta osnovna ljudska prava te su razvili transparente s porukama poput: "COVID je laž – nismo svi covidioti", "Bolje grob nego rob" i "Skini masku, ugasi TV, živi punim plućima".
Mnogi sudionici nisu nosili zaštitne maske, a neki su javno pozivali građane da ignoriraju epidemiološke mjere kao obvezno nošenje zaštitnih maski.
Hrvatska udruga za medicinsko pravo (HUZMP) izrazila je zgranutost i izjavljuje da se radi o obmani i demagogiji.
Slični prosvjedi su održani u Australiji i Njemačkoj.

#### Listopad
Do 5. listopada, ukupno je preminulo 300 osoba od zaraze virusom.
Dana 14. listopada, zabilježeno je 748 novozaraženih, čime je srušen prethodni rekord kada je najveći broj novooboljelih iznosio 542. Taj rekord je oboren sljedećeg dana, 15. kolovoza, kada su zabilježena 793 nova slučaja.
Dana 16. listopada, zabilježen je 1.131 novi slučaj zaraze virusom SARS-CoV-2 te je broj aktivnih slučajeva ukupno iznosio 4.233. To je bio prvi put kada je u 24 sata zabilježeno preko tisuću novih zaraza u Hrvatskoj. Dana 21. listopada, zabilježeno je 1.424 novozaraženih, a testirano je 8.255 osoba. 24. listopada zabilježena su 2.242 novooboljele osobe od virusa COVID-19. To je bio prvi put kada je u 24 sata zabilježeno preko dvije tisuće novih zaraza u Hrvatskoj. Najveći dnevni porast u Hrvatskoj od izbijanja epidemije zabilježen je 25. listopada, kad je zabilježen 2.421 novi slučaj zaraze. Zbog dramatičnog porasta Nacionalni stožer civilne zaštite objavio je nove stroge mjere za borbu protiv epidemije. Mjere stupaju na snagu 26. listopada. Trajat će dva tjedna, a zatim će se 9. studenoga procijeniti kakva je njihova provedba te hoće li se produžiti. Uvedena su dodatna ograničenja i postroženja okupljanja, obveza dostavljanja obavijesti i vođenja pisane evidencije sudionika na većim skupovima, zabrana prodaje alkoholnih pića od ponoći do 6 sati i obvezno korištenje maski za lice ili medicinskih maski.
Dana 19. listopada prva osoba preminula od koronavirusa na području Međimurske županije, koja je bila posljednjom županijom bez smrtnih slučajeva.

#### Studeni
Dana 6. studenoga, zabilježen je novi crni rekord od 2.890 novih slučajeva u 24 sata. Broj aktivnih slučajeva iznosio je 15.567. Ukupno je 1.307 osoba bilo na bolničkom liječenju, od toga 135 na respiratoru.
Do 10. studenoga ukupno su zabilježene 70.243 osobe zaražene novim koronavirusom. Do 23. studenoga ukupno su zabilježene 105.691 osobe zaražene novim koronavirusom.
Dana 21. studenoga ukupno je zabilježeno više od 100.000 slučajeva.

#### Prosinac
Dana 9. prosinca zabilježen je najveći porast aktivnih slučajeva u jednom danu – 2.065 više aktivnih slučajeva.
Dana 10. prosinca zabilježeno je najviše novih slučajeva u 24 sata – 4.620.
Dana 12. prosinca zabilježen je najveći broj aktivnih slučajeva u jednom danu – 25.270.
Dana 16. prosinca zabilježeno je najviše preminulih u jednom danu – 92.
Dana 18. prosinca zabilježeno je najviše izliječenih u jednom danu – 4.352.
Dana 21. prosinca zabilježen je najveći pad aktivnih slučajeva u jednom danu – 2.552 manje aktivnih slučajeva.
Dana 23. prosinca ukupno je zabilježeno više od 200.000 slučajeva.
Dana 26. prosinca stiglo je prvih 9.750 doza cjepiva Pfizer-BioNTech u Hrvatskoj.

### 2021.

#### Siječanj
Dana 31. siječnja ukupno je zabilježeno više od 5.000 preminulih.

#### Veljača
Vlada RH je 12. veljače 2021. donijela Odlukom o izmjenama Odluke o nužnim epidemiološkim mjerama kojom se ublažavaju protuepidemijske mjere. Odluka je stupila na snagu 15. veljače 2021. (Točka III. Odluka o izmjenama Odluke) i trebala trajati do 28. veljače 2021. (Točka II. Odluka o izmjenama Odluke). Tom odlukom se omogućilo svim ugostiteljima isporuka hrane, pića, napitaka i slastica za van, rad teretana i fitness centara uz strogo pridržavanje epidemioloških mjera, rad dječjih igraonica i radionica uz strogo pridržavanje protuepidemijskih mjera, rad škola za strane jezike uz strogo pridržavanje protuepidemijskih mjera, rad kasina, automat klubova i kladionica, uz ograničenje radnog vremena od 8:00 do 22:00 sata i zabranu pružanja ugostiteljskih usluga.

#### Ožujak
Vlada RH je 2. ožujka u trajanju do 14. ožujka prihvaćala nužne epidemiološke mjere za Dubrovačko-neretvansku županiju, konkretno grad Dubrovnik te općine Konavle, Dubrovačko primorje, Župa dubrovačka i Ston, koje bile u drugoj polovici veljače glavna žarišta koronavirusa, posebno općina Konavle.

#### Travanj
Dana 15. travnja zabilježeno je više od 300.000 slučajeva.
Dana 20. travnja započelo cijepljenje građana na Zagrebačkom velesajmu.
Dana 23. travnja započelo u Dubrovniku cijepljenje turističkih djelatnika.

#### Svibanj
Dana 10. svibnja zabilježeno je više od 7.500 preminulih.
Dana 14. svibnja cijepljena je milijunta osoba u Hrvatskoj.
Dana 31. svibnja zabilježeno je samo 40 novih slučajeva – ovo je najmanji broj novozaraženih od 6. kolovoza 2020.

#### Lipanj
U lipnju nastala dvije nova velika žarišta u Dubrovačko-neretvanskoj i Zadarskoj županiji - općina Pakoštane i grad Metković. U Pakoštanima bila zatvorena škola i dječji vrtić, kao najviše oboljelih boli djece i učitelji. U ostatku Hrvatske situacija je ostala dobra.

#### Srpanj
Dana 5. srpnja, zbog velikih žarišta koronavirusa u Zadarskoj županiji, posebno u gradu Zadru i općinama Sali, Poličnik, Galovac i Sukošan, vlada RH je donijela nove mjere za Zadarsku županiju – održavanje svih vrsta koncerata i sličnih događaja na otvorenim površinama, gdje nije moguće provesti kontrolu prisutnih osoba, bilo zabranjeno.
Dana 6. srpnja, cijepljeno je 45 posto odraslog stanovništva Hrvatske.
Dana 9. srpnja je Bjelovarsko-bilogorska županija postala korona-free (bez aktivnih slučajeva zaraze COVID-19); dva dana kasnije postala korona-free i Virovitičko-podravska županija, ali ostala je samo jedan dan bez aktivnih slučajeva zaraze COVID-19. Bjelovarsko-bilogorska županija ostala korona-free pet dana. Dana 21. srpnja postala Virovitičko-podravska županija opet na jedan dan korona-free.
Dana 23. srpnja vlada RH je donijela nove mjere za "regiju Jadran" - ovo je Istarska, Primorsko-goranska, Zadarska, Šibensko-kninska, Splitsko-dalmatinska, Dubrovačko-neretvanska županija i dio Ličko-senjske županije (općina Karlobag te gradovi Senj i Novalja). Za Koprivničko-križevačku županiju, koja je također postala u srpnju žarište zaraze COVID-19, mjere još nisu uspostavljene.
| Županija | Slučajevi | Umrli  | Oporavljeni | Aktivni | Izvor   | Karta                                         | |
| --- | --------- | ------ | ----------- | ------- | ------- | --------------------------------------------- | --- |
| Grad Zagreb | 76.966    | 2.610  | 72.518      | 1.838   | [ 133 ] | Ukupan broj slučajeva po hrvatskim županijama | |
| Splitsko-dalmatinska | 51.964    | 670    | 49.770      | 1.524   | [ 134 ] | Ukupan broj slučajeva po hrvatskim županijama | |
| Primorsko-goranska | 34.608    | 514    | 33.658      | 436     | [ 135 ] | Ukupan broj slučajeva po hrvatskim županijama | |
| Zagrebačka | 32.715    | 4842   | 30.895      | 796     | [ 136 ] | Ukupan broj slučajeva po hrvatskim županijama | |
| Varaždinska | 22.709    | 563    | 21.835      | 311     | [ 137 ] | Ukupan broj slučajeva po hrvatskim županijama | |
| Osječko-baranjska | 22.478    | 980    | 21.115      | 383     | [ 138 ] | Ukupan broj slučajeva po hrvatskim županijama | |
| Zadarska | 16.082    | 262    | 15.521      | 299     | [ 139 ] | Ukupan broj slučajeva po hrvatskim županijama | |
| Međimurska | 15.073    | 198    | 14.756      | 119     | [ 140 ] | Ukupan broj slučajeva po hrvatskim županijama | |
| Brodsko-posavska | 12.849    | 213    | 12.412      | 224     | [ 141 ] | Ukupan broj slučajeva po hrvatskim županijama | |
| Sisačko-moslavačka | 12.041    | 2442   | 11.670      | 127     | [ 142 ] | Ukupan broj slučajeva po hrvatskim županijama | |
| Vukovarsko-srijemska | 11.524    | 225    | 11.143      | 156     | [ 143 ] | Ukupan broj slučajeva po hrvatskim županijama | |
| Krapinsko-zagorska | 11.481    | 351    | 10.952      | 178     | [ 144 ] | Ukupan broj slučajeva po hrvatskim županijama | |
| Karlovačka | 11.053    | 467    | 10.420      | 166     | [ 145 ] | Ukupan broj slučajeva po hrvatskim županijama | |
| Šibensko-kninska | 10.888    | 174    | 10.536      | 178     | [ 146 ] | Ukupan broj slučajeva po hrvatskim županijama | |
| Dubrovačko-neretvanska | 9.861     | 151    | 9.332       | 378     | [ 147 ] | Ukupan broj slučajeva po hrvatskim županijama | |
| Koprivničko-križevačka | 8.661     | 237    | 8.165       | 259     | [ 148 ] | Ukupan broj slučajeva po hrvatskim županijama | |
| Bjelovarsko-bilogorska | 8.225     | 189    | 7.864       | 172     | [ 149 ] | Ukupan broj slučajeva po hrvatskim županijama | |
| Istarska | 7.685     | 168    | 7.407       | 110     | [ 150 ] | Ukupan broj slučajeva po hrvatskim županijama | |
| Virovitičko-podravska | 4.909     | 114    | 4.641       | 154     | [ 151 ] | Ukupan broj slučajeva po hrvatskim županijama | |
| Ličko-senjska | 4.262     | 154    | 4.041       | 67      | [ 152 ] | Ukupan broj slučajeva po hrvatskim županijama | |
| Požeško-slavonska | 4.160     | 118    | 3.926       | 116     | [ 153 ] | Ukupan broj slučajeva po hrvatskim županijama | |
| Ukupno | 389.654   | 8.2812 | 373.1821    | 7.991   | [ 1 ]   | Ukupan broj slučajeva po hrvatskim županijama | Ukupan broj slučajeva po hrvatskim županijama: ≥25.000 ≥17.500 ≥15.000 ≥10.000 ≥7.500 ≥5.000 ≥3.000 ≥2.000 |
| Podatci su posljednji put ažurirani: 17. rujna 2021. (SEV) |           |        |             |         |         | Ukupan broj slučajeva po hrvatskim županijama | |
| 1Podatci za županije više se ne objavljuju, ali ih je moguće izračunati. 2Podatci za broj umrlih u Zagrebačkoj i Sisačko-moslavačkoj županiji dostupni su samo u tjednima izvješćama; na poveznici koronavirus.hr su podatci za broj umrlih zastarili, niti se ažuriraju. |           |        |             |         |         | Ukupan broj slučajeva po hrvatskim županijama | |

## Vanjske poveznice
- Službena stranica Vlade RH za pravodobne i točne informacije o koronavirusu – koronavirus.hr  Arhivirana inačica izvorne stranice od 4. ožujka 2021. (Wayback Machine)

|  | Molimo pročitajte upozorenje o korištenju medicinskih informacija. Ne provodite liječenje bez savjetovanja s liječnikom! |